# Лесовое (Черниговский район)
Лесовое (укр. Лісове, до 2024 года — Пушкино) — село в Черниговском районе Черниговской области Украины. Население 17 человек. Занимает площадь 0,2 км².
Код КОАТУУ: 7424480805. Почтовый индекс: 15051. Телефонный код: +380 4641.

## Власть
Орган местного самоуправления — Великозлиевский сельский совет. Почтовый адрес: 15049, Черниговская обл., Черниговский р-н, с. Воробьёв, ул. Центральная, 91.